# نخل طلا
نخل طلا (فرانسوی: Palme d'Or‎, تلفظ فرانسوی: [palm(ə) dɔʁ])، مهم‌ترین و باارزش‌ترین جایزه در جشنواره کن است که هر ساله در ماه می برگزار می‌شود. این جایزه سال ۱۹۵۵ توسط هیئت برگزارکنندهٔ جشنواره معرفی شد و از آن زمان تاکنون هر سال به بهترین فیلم منتخب هیئت داوران تعلق می‌گیرد. (از سال ۱۹۴۶ تا ۱۹۵۴، این جایزه «جایزهٔ بزرگ جشنوارهٔ بین‌المللی فیلم» نامیده می‌شد)
نخل طلا یکی از معتبرترین جوایز سینمایی و فرهنگی جهان به‌شمار می‌رود. از کشور ایران، تاکنون فیلم‌های طعم گیلاس درسال ۱۹۹۷ و یک تصادف ساده در سال ۲۰۲۵ در این جشنواره برنده شده‌اند.
نماد نخل طلا از نشان شهر کن گرفته شده است – همان‌طور که شیر جشنواره فیلم ونیز و خرس جشنواره فیلم برلین نیز از نشان‌های این شهرها الهام گرفته‌اند.
هیئت داورانی که معمولاً متشکل از فیلم‌سازان بین‌المللی هستند، دربارهٔ اهدای جوایز رأی می‌دهند. از سال ۲۰۱۱، نخل طلای افتخاری نیز به‌عنوان جایزه یک عمر دستاورد هنری به فیلم‌سازان اهدا می‌شود.

## نحوه ساخت

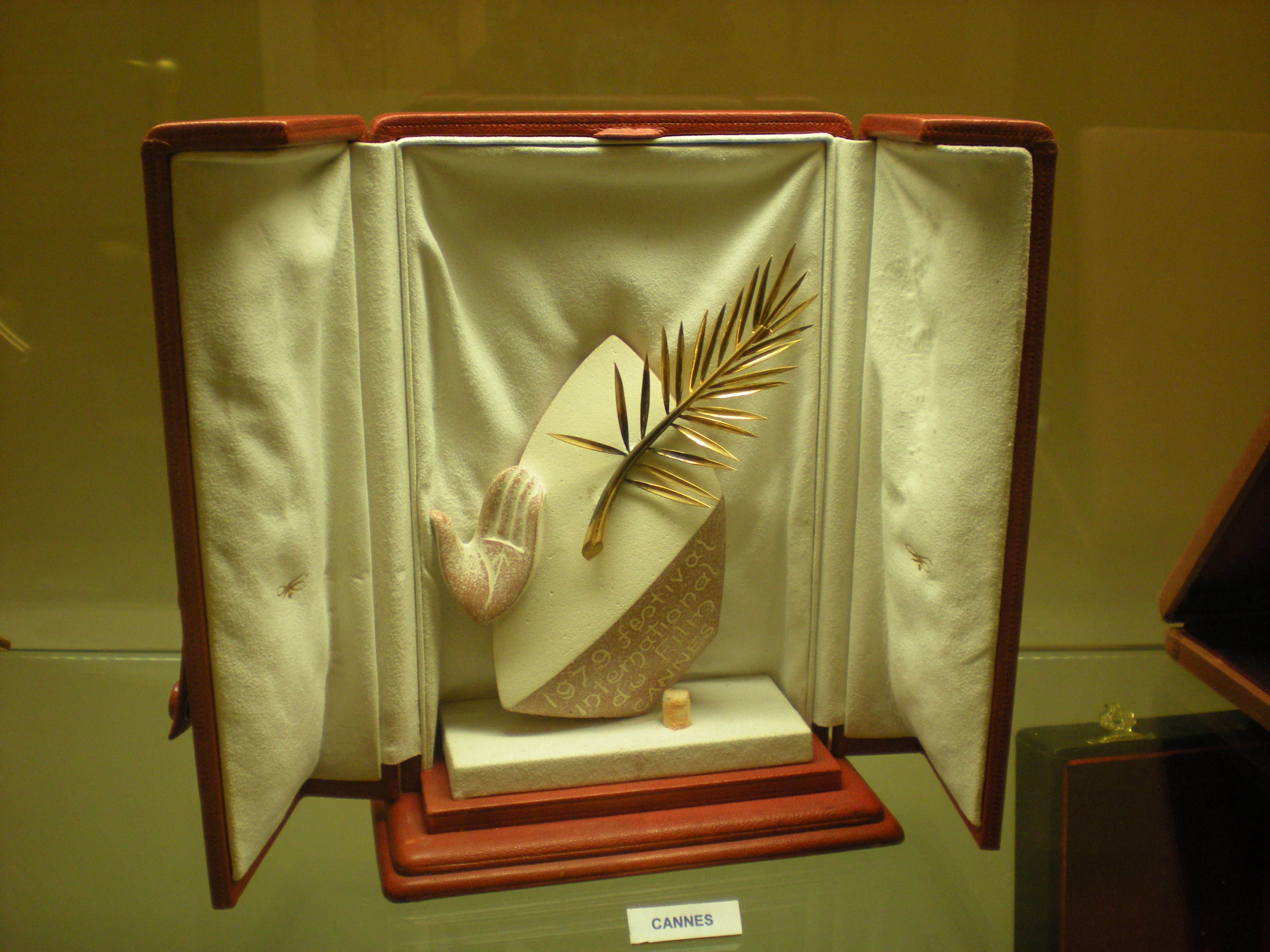
نخل طلای اهداشده به فیلم اینک آخرالزمان در جشنواره کن سال ۱۹۷۹

شرکت سوئیسی «شوپارد» تولیدکننده جواهرات و اجناس لوکس، ۲۰۰ سال است که این نخل‌های طلا را می‌سازد. زمانی حدود ۴۰ ساعت صرف ساخت هر نخل می‌شود. با ریختن موم ۷۰ درجه درون قالب، شکل نخل تهیه و پس از سرد شدن، موم خارج می‌شود. سپس نخل روی یک ساقه با جنس موم، ظاهر یک درخت را گرفته و در یک قالب استوانه‌ای قرار می‌گیرد و با یک سیمان نسوز با مقاومت بالای حرارتی پوشانده می‌شود. با قرار دادن قالب در فر، در دمای ۷۶۰ درجه پخت انجام می‌پذیرد. با ذوب شدن موم در فر، نهایتاً نخل باقی بماند. قالب در اتاق خلاء قرار گرفته و در آخرین گام، طلای ۱۸ عیار کلمبیایی پوشش نخل را خواهد ساخت.

## برندگان جایزه
| سال                                                   | عنوان                                                                       | عنوان اصلی                                                                  | کارگردان(ها)                                                                | ملیت کارگردان*                                                              |
| ----------------------------------------------------- | --------------------------------------------------------------------------- | --------------------------------------------------------------------------- | --------------------------------------------------------------------------- | --------------------------------------------------------------------------- |
| دههٔ ۱۹۳۰                                              |                                                                             |                                                                             |                                                                             |                                                                             |
| اعطاشده تحت عنوان «جایزهٔ بزرگ جشنوارهٔ بین‌المللی فیلم» |                                                                             |                                                                             |                                                                             |                                                                             |
| ۱۹۳۹                                                  | اتحادیه اقیانوس آرام                                                        | Union Pacific                                                               | سیسیل بی. دمیل                                                              | ایالات متحدهٔ آمریکا                                                         |
| دههٔ ۱۹۴۰                                              |                                                                             |                                                                             |                                                                             |                                                                             |
| ۱۹۴۰–۱۹۴۵                                             | به دلیل جنگ جهانی دوم جایزه‌ای اهدا نشد                                      | به دلیل جنگ جهانی دوم جایزه‌ای اهدا نشد                                      | به دلیل جنگ جهانی دوم جایزه‌ای اهدا نشد                                      | به دلیل جنگ جهانی دوم جایزه‌ای اهدا نشد                                      |
| ۱۹۴۶                                                  | نقطه بازگشت                                                                 | Velikij perelom / Великий перелом                                           | فردریک ارملر                                                                | شوروی                                                                       |
| ۱۹۴۶                                                  | مردان بدون بال                                                              | Muži bez křídel                                                             | فرانتیشک چاپ                                                                | چکسلواکی                                                                    |
| ۱۹۴۶                                                  | آخرین شانس                                                                  | Die Letzte Chance                                                           | لئوپولد لینتبرگ                                                             | سوئیس                                                                       |
| ۱۹۴۶                                                  | عذاب                                                                        | Hets                                                                        | آلف خوباریا                                                                 | سوئد                                                                        |
| ۱۹۴۶                                                  | ماریا کاندلاریا                                                             | María Candelaria                                                            | امیلیو فرناندز                                                              | مکزیک                                                                       |
| ۱۹۴۶                                                  | رم، شهر بی‌دفاع                                                              | Roma, città aperta                                                          | روبرتو روسلینی                                                              | ایتالیا                                                                     |
| ۱۹۴۶                                                  | شهر بی‌قانون                                                                 | Nīcā nagar / नीचा नगर                                                         | چتان آناند                                                                  | هند                                                                         |
| ۱۹۴۶                                                  | برخورد کوتاه                                                                | Brief Encounter                                                             | دیوید لین                                                                   | بریتانیا                                                                    |
| ۱۹۴۶                                                  | سمفونی پاستورال                                                             | La symphonie pastorale                                                      | ژان دولانوا                                                                 | فرانسه                                                                      |
| ۱۹۴۶                                                  | تعطیلی ازدست‌رفته                                                            | The Lost Weekend                                                            | بیلی وایلدر                                                                 | ایالات متحدهٔ آمریکا                                                         |
| ۱۹۴۶                                                  | مرغزار سرخ                                                                  | De røde enge                                                                | بودیل ایپسن و لائو لائوریتسن                                                | دانمارک                                                                     |
| ۱۹۴۹                                                  | مرد سوم                                                                     | The Third Man                                                               | کارول رید                                                                   | بریتانیا                                                                    |
| دههٔ ۱۹۵۰                                              |                                                                             |                                                                             |                                                                             |                                                                             |
| ۱۹۵۱                                                  | خانوم جولی                                                                  | Fröken Julie                                                                | آلف خوباریا                                                                 | سوئد                                                                        |
| ۱۹۵۱                                                  | معجزه در میلان                                                              | Miracolo a Milano                                                           | ویتوریو دسیکا                                                               | ایتالیا                                                                     |
| ۱۹۵۲                                                  | اتلو                                                                        | The Tragedy of Othello: The Moor of Venice                                  | اورسن ولز                                                                   | ایالات متحدهٔ آمریکا                                                         |
| ۱۹۵۲                                                  | دو شاهی امید                                                                | Due soldi di speranza                                                       | رناتو کاستلانی                                                              | ایتالیا                                                                     |
| ۱۹۵۳                                                  | مزد ترس                                                                     | Le salaire de la peur                                                       | آنری-ژرژ کلوزو                                                              | فرانسه                                                                      |
| ۱۹۵۴                                                  | دروازه جهنم                                                                 | Jigoku-mon / 地獄門                                                         | تینوسوکه کینوگاسا                                                           | ژاپن                                                                        |
| اعطاشده تحت عنوان «نخل طلا»                           |                                                                             |                                                                             |                                                                             |                                                                             |
| ۱۹۵۵                                                  | مارتی §                                                                     | Marty                                                                       | دلبرت من                                                                    | ایالات متحدهٔ آمریکا                                                         |
| ۱۹۵۶                                                  | جهان خاموش                                                                  | Le monde du silence                                                         | ژاک-ایو کوستو و لویی مال                                                    | فرانسه                                                                      |
| ۱۹۵۷                                                  | ترغیب دوستانه                                                               | Friendly Persuasion                                                         | ویلیام وایلر                                                                | ایالات متحدهٔ آمریکا                                                         |
| ۱۹۵۸                                                  | درناها پرواز می‌کنند                                                         | Letyat zhuravli / Летят журавли                                             | میخائیل کالاتازوف                                                           | شوروی                                                                       |
| ۱۹۵۹                                                  | اورفه سیاه §                                                                | Orfeu Negro                                                                 | مارسل کامو                                                                  | فرانسه                                                                      |
| دههٔ ۱۹۶۰                                              |                                                                             |                                                                             |                                                                             |                                                                             |
| ۱۹۶۰                                                  | زندگی شیرین §                                                               | La dolce vita                                                               | فدریکو فلینی                                                                | ایتالیا                                                                     |
| ۱۹۶۱                                                  | غیبت طولانی §                                                               | Une aussi longue absence                                                    | آنری کولپی                                                                  | فرانسه                                                                      |
| ۱۹۶۱                                                  | ویریدیانا §                                                                 | Viridiana                                                                   | لوئیس بونوئل                                                                | اسپانیا                                                                     |
| ۱۹۶۲                                                  | قول §                                                                       | O Pagador de Promessas                                                      | آنسلمو دوراتچی                                                              | برزیل                                                                       |
| ۱۹۶۳                                                  | یوزپلنگ §                                                                   | Il gattopardo                                                               | لوکینو ویسکونتی                                                             | ایتالیا                                                                     |
| اعطاشده تحت عنوان «جایزهٔ بزرگ جشنوارهٔ بین‌المللی فیلم» |                                                                             |                                                                             |                                                                             |                                                                             |
| ۱۹۶۴                                                  | چترهای شربورگ                                                               | Les parapluies de Cherbourg                                                 | ژاک دمی                                                                     | فرانسه                                                                      |
| ۱۹۶۵                                                  | مهارت …و نحوه به دست آوردنش                                                 | The Knack … and How to Get It                                               | ریچارد لستر                                                                 | بریتانیا                                                                    |
| ۱۹۶۶                                                  | یک مرد و یک زن                                                              | Un homme et une femme                                                       | کلود لولوش                                                                  | فرانسه                                                                      |
| ۱۹۶۶                                                  | پرندگان، زنبورهای عسل و ایتالیایی‌ها                                         | Signore e signori                                                           | پیترو جرمی                                                                  | ایتالیا                                                                     |
| ۱۹۶۷                                                  | آگراندیسمان                                                                 | Blowup                                                                      | میکل‌آنجلو آنتونیونی                                                         | ایتالیا                                                                     |
| ۱۹۶۸                                                  | به دلیل حوادث مه ۱۹۶۸ فرانسه جشنواره متوقف و جایزه‌ای اهدا نشد               | به دلیل حوادث مه ۱۹۶۸ فرانسه جشنواره متوقف و جایزه‌ای اهدا نشد               | به دلیل حوادث مه ۱۹۶۸ فرانسه جشنواره متوقف و جایزه‌ای اهدا نشد               | به دلیل حوادث مه ۱۹۶۸ فرانسه جشنواره متوقف و جایزه‌ای اهدا نشد               |
| ۱۹۶۹                                                  | اگر....                                                                     | If....                                                                      | لیندسی اندرسن                                                               | بریتانیا                                                                    |
| دههٔ ۱۹۷۰                                              |                                                                             |                                                                             |                                                                             |                                                                             |
| ۱۹۷۰                                                  | مش                                                                          | MASH                                                                        | رابرت آلتمن                                                                 | ایالات متحدهٔ آمریکا                                                         |
| ۱۹۷۱                                                  | واسطه                                                                       | The Go-Between                                                              | جوزف لوزی                                                                   | بریتانیا                                                                    |
| ۱۹۷۲                                                  | طبقه کارگر به بهشت می‌رود §                                                  | La classe operaia va in paradiso                                            | الیو پتری                                                                   | ایتالیا                                                                     |
| ۱۹۷۲                                                  | ماجرای ماتئی §                                                              | Il caso Mattei                                                              | فرانچسکو رزی                                                                | ایتالیا                                                                     |
| ۱۹۷۳                                                  | مزدور                                                                       | The Hireling                                                                | الن بریجز                                                                   | بریتانیا                                                                    |
| ۱۹۷۳                                                  | مترسک                                                                       | Scarecrow                                                                   | جری شاتزبرگ                                                                 | ایالات متحدهٔ آمریکا                                                         |
| ۱۹۷۴                                                  | مکالمه                                                                      | The Conversation                                                            | فرانسیس فورد کوپولا                                                         | ایالات متحدهٔ آمریکا                                                         |
| اعطاشده تحت عنوان «نخل طلا»                           |                                                                             |                                                                             |                                                                             |                                                                             |
| ۱۹۷۵                                                  | وقایع سال‌های آتش                                                            | Chronique des années de braise                                              | محمد الاخضر حمینه                                                           | الجزیره                                                                     |
| ۱۹۷۶                                                  | راننده تاکسی                                                                | Taxi Driver                                                                 | مارتین اسکورسیزی                                                            | ایالات متحدهٔ آمریکا                                                         |
| ۱۹۷۷                                                  | پدرسالار                                                                    | Padre Padrone                                                               | برادران تاویانی                                                             | ایتالیا                                                                     |
| ۱۹۷۸                                                  | درخت چوب سندل §                                                             | L'albero degli zoccoli                                                      | ارمانو اولمی                                                                | ایتالیا                                                                     |
| ۱۹۷۹                                                  | اینک آخرالزمان                                                              | Apocalypse Now                                                              | فرانسیس فورد کوپولا                                                         | ایالات متحدهٔ آمریکا                                                         |
| ۱۹۷۹                                                  | طبل حلبی                                                                    | Die Blechtrommel                                                            | فولکر اشلوندورف                                                             | آلمان غربی                                                                  |
| دههٔ ۱۹۸۰                                              |                                                                             |                                                                             |                                                                             |                                                                             |
| ۱۹۸۰                                                  | اینطور چیزها                                                                | All That Jazz                                                               | باب فاسی                                                                    | ایالات متحدهٔ آمریکا                                                         |
| ۱۹۸۰                                                  | کاگه‌موشا                                                                    | Kagemusha / 影武者                                                          | آکیرا کوروساوا                                                              | ژاپن                                                                        |
| ۱۹۸۱                                                  | مرد آهنین                                                                   | Człowiek z żelaza                                                           | آندری وایدا                                                                 | لهستان                                                                      |
| ۱۹۸۲                                                  | گم‌شده §                                                                     | Missing                                                                     | کوستا گاوراس                                                                | ایالات متحدهٔ آمریکا                                                         |
| ۱۹۸۲                                                  | جاده §                                                                      | Yol                                                                         | ییلماز گونی و شریف گورن                                                     | ترکیه                                                                       |
| ۱۹۸۳                                                  | تصنیف نارایاما                                                              | Narayama bushikō / 楢山節考                                                 | شوهی ایمامورا                                                               | ژاپن                                                                        |
| ۱۹۸۴                                                  | پاریس، تگزاس §                                                              | Paris, Texas                                                                | ویم وندرس                                                                   | آلمان غربی                                                                  |
| ۱۹۸۵                                                  | وقتی بابا رفته بود مأموریت §                                                | Otats na službenom putu / Отац на службеном путу                            | امیر کوستوریتسا                                                             | یوگسلاوی                                                                    |
| ۱۹۸۶                                                  | مأموریت                                                                     | The Mission                                                                 | رولند جافه                                                                  | بریتانیا                                                                    |
| ۱۹۸۷                                                  | زیر آفتاب شیطان §                                                           | Sous le soleil de Satan                                                     | موریس پیالا                                                                 | فرانسه                                                                      |
| ۱۹۸۸                                                  | پله فاتح                                                                    | Pelle erobreren                                                             | بیله آگوست                                                                  | دانمارک                                                                     |
| ۱۹۸۹                                                  | سکس، دروغ و نوار ویدئویی                                                    | Sex, Lies, and Videotape                                                    | استیون سودربرگ                                                              | ایالات متحدهٔ آمریکا                                                         |
| دههٔ ۱۹۹۰                                              |                                                                             |                                                                             |                                                                             |                                                                             |
| ۱۹۹۰                                                  | از ته دل وحشی                                                               | Wild at Heart                                                               | دیوید لینچ                                                                  | ایالات متحدهٔ آمریکا                                                         |
| ۱۹۹۱                                                  | بارتون فینک                                                                 | Barton Fink                                                                 | برادران کوئن                                                                | ایالات متحدهٔ آمریکا                                                         |
| ۱۹۹۲                                                  | بهترین نیات                                                                 | Den goda viljan                                                             | بیله آگوست                                                                  | سوئد                                                                        |
| ۱۹۹۳                                                  | بدرود همخوابه من                                                            | Bàwáng bié jī / 霸王別姬                                                    | چن کایگه                                                                    | چین                                                                         |
| ۱۹۹۳                                                  | پیانو                                                                       | The Piano                                                                   | جین کمپیون                                                                  | نیوزیلند                                                                    |
| ۱۹۹۴                                                  | داستان عامه‌پسند                                                             | Pulp Fiction                                                                | کوئنتین تارانتینو                                                           | ایالات متحدهٔ آمریکا                                                         |
| ۱۹۹۵                                                  | زیرزمین                                                                     | Podzemlje / Подземље                                                        | امیر کوستوریتسا                                                             | صربستان و مونته‌نگرو                                                         |
| ۱۹۹۶                                                  | رازها و دروغ‌ها                                                              | Secrets & Lies                                                              | مایک لی                                                                     | بریتانیا                                                                    |
| ۱۹۹۷                                                  | طعم گیلاس                                                                   | Cherry's taste                                                              | عباس کیارستمی                                                               | ایران                                                                       |
| ۱۹۹۷                                                  | مارماهی                                                                     | Unagi / うなぎ                                                              | شوهی ایمامورا                                                               | ژاپن                                                                        |
| ۱۹۹۸                                                  | ابدیت و یک روز                                                              | Mia aio̱nióti̱ta kai mia méra / Μια αιωνιότητα και μια μέρα                   | تئو آنگلوپولوس                                                              | یونان                                                                       |
| ۱۹۹۹                                                  | رزتا                                                                        | Rosetta                                                                     | ژان-پیر و لوک داردن                                                         | بلژیک                                                                       |
| دههٔ ۲۰۰۰                                              |                                                                             |                                                                             |                                                                             |                                                                             |
| ۲۰۰۰                                                  | رقصنده در تاریکی                                                            | Dancer in the Dark                                                          | لارس فون تریه                                                               | دانمارک                                                                     |
| ۲۰۰۱                                                  | اتاق پسر                                                                    | La stanza del figlio                                                        | نانی مورتی                                                                  | ایتالیا                                                                     |
| ۲۰۰۲                                                  | پیانیست                                                                     | The Pianist                                                                 | رومن پولانسکی                                                               | فرانسه، لهستان                                                              |
| ۲۰۰۳                                                  | فیل                                                                         | Elephant                                                                    | گاس ون سنت                                                                  | ایالات متحدهٔ آمریکا                                                         |
| ۲۰۰۴                                                  | فارنهایت ۹/۱۱                                                               | Fahrenheit 9/11                                                             | مایکل مور                                                                   | ایالات متحدهٔ آمریکا                                                         |
| ۲۰۰۵                                                  | بچه                                                                         | L'enfant                                                                    | ژان-پیر و لوک داردن                                                         | بلژیک                                                                       |
| ۲۰۰۶                                                  | بادی که کشتزار جو را تکان می‌دهد §                                           | The Wind That Shakes the Barley                                             | کن لوچ                                                                      | بریتانیا                                                                    |
| ۲۰۰۷                                                  | چهار ماه، سه هفته و دو روز                                                  | 4 luni, 3 săptămâni şi 2 zile                                               | کریستین مونجیو                                                              | رومانی                                                                      |
| ۲۰۰۸                                                  | کلاس §                                                                      | Entre les murs                                                              | لوران کانته                                                                 | فرانسه                                                                      |
| ۲۰۰۹                                                  | روبان سفید                                                                  | Das weiße Band, Eine deutsche Kindergeschichte                              | میشائل هانکه                                                                | اتریش                                                                       |
| دههٔ ۲۰۱۰                                              |                                                                             |                                                                             |                                                                             |                                                                             |
| ۲۰۱۰                                                  | عمو بونمی که زندگی‌های گذشته‌اش را به یاد می‌آورد                              | Lung Bunmi Raluek Chat / ลุงบุญมีระลึกชาติ                                       | اپیچاتپونگ ویراستاکول                                                       | تایلند                                                                      |
| ۲۰۱۱                                                  | درخت زندگی                                                                  | The Tree of Life                                                            | ترنس مالیک                                                                  | ایالات متحدهٔ آمریکا                                                         |
| ۲۰۱۲                                                  | عشق                                                                         | Amour                                                                       | میشائل هانکه                                                                | اتریش                                                                       |
| ۲۰۱۳                                                  | زندگی ادل §                                                                 | La Vie d'Adèle: Chapitres 1 et 2                                            | عبداللطیف کشیش                                                              | فرانسه                                                                      |
| ۲۰۱۴                                                  | خواب زمستانی                                                                | Kış Uykusu                                                                  | نوری بیلگه جیلان                                                            | ترکیه                                                                       |
| ۲۰۱۵                                                  | دیپان                                                                       | Dheepan                                                                     | ژاک اودیار                                                                  | فرانسه                                                                      |
| ۲۰۱۶                                                  | اینجانب، دانیل بلیک                                                         | I, Daniel Blake                                                             | کن لوچ                                                                      | بریتانیا                                                                    |
| ۲۰۱۷                                                  | مربع                                                                        | The Square                                                                  | روبن اوستلوند                                                               | سوئد                                                                        |
| ۲۰۱۸                                                  | دزدان فروشگاه                                                               | 万引き家族 / Manbiki kazoku                                                 | هیروکازو کورئیدا                                                            | ژاپن                                                                        |
| ۲۰۱۹                                                  | انگل                                                                        | 기생충 / Gisaengchung                                                       | بونگ جون-هو                                                                 | کره جنوبی                                                                   |
| دههٔ ۲۰۲۰                                              |                                                                             |                                                                             |                                                                             |                                                                             |
| ۲۰۲۰                                                  | جشنواره فیلم کن در این سال به دلیل شیوع بیماری کرونا (کووید ۱۹) برگزار نشد. | جشنواره فیلم کن در این سال به دلیل شیوع بیماری کرونا (کووید ۱۹) برگزار نشد. | جشنواره فیلم کن در این سال به دلیل شیوع بیماری کرونا (کووید ۱۹) برگزار نشد. | جشنواره فیلم کن در این سال به دلیل شیوع بیماری کرونا (کووید ۱۹) برگزار نشد. |
| ۲۰۲۱                                                  | تیتان                                                                       | Titane                                                                      | ژولیا دوکورنو                                                               | فرانسه- بلژیک                                                               |
| ۲۰۲۲                                                  | مثلث غم                                                                     | Triangle of Sadness                                                         | روبن اوستلوند                                                               | سوئد                                                                        |
| ۲۰۲۳                                                  | آناتومی یک سقوط                                                             | Anatomie d'une chute                                                        | ژوستین تریه                                                                 | فرانسه                                                                      |
| ۲۰۲۴                                                  | آنورا                                                                       | Anora                                                                       | شان بیکر                                                                    | ایالات متحدهٔ آمریکا                                                         |
| ۲۰۲۵                                                  | یک تصادف ساده                                                               | A Simple Accident                                                           | جعفر پناهی                                                                  | ایران                                                                       |

## برندگان چند باره
۹ کارگردان تاکنون دو بار برندهٔ این جایزه شده‌اند:
- ۱۹۴۶ و ۱۹۵۱ آلف خوباریا (سوئد)
- ۱۹۷۴ و ۱۹۷۹ فرانسیس فورد کوپولا (ایالات متحدهٔ آمریکا)
- ۱۹۸۸ و ۱۹۹۲ بیله آگوست (دانمارک)
- ۱۹۸۵ و ۱۹۹۵ امیر کوستوریتسا (صربستان)
- ۱۹۸۳ و ۱۹۹۷ شوهی ایمامورا (ژاپن)
- ۱۹۹۹ و ۲۰۰۵ ژان-پیر و لوک داردن (بلژیک)
- ۲۰۰۹ و ۲۰۱۲ میشائل هانکه (اتریش)
- ۲۰۰۶ و ۲۰۱۶ کن لوچ (بریتانیا)
- ۲۰۱۷ و ۲۰۲۲ روبن اوستلوند (سوئد)

## نامزدی‌های چندباره
| ۱۴ نامزدی - کن لوچ ۹ نامزدی - کارلوس سائورا - لارس فون تریه ۸ نامزدی - برادران کوئن - برادران داردن - ژان-لوک گدار ۷ نامزدی - رابرت آلتمن - اولیویه آسایاس - مارکو بلوکیو - لوئیس بونوئل - پیترو جرمی - میشائل هانکه - هو شیائو-شین - میکلوش یانچو - جیم جارموش - نانی مورتی ۶ نامزدی - پدرو آلمودوار - نوری بیلگه جیلان - ویتوریو دسیکا - ارنو دپلشن - جیمز آیووری - آلن رنه - پائولو سورنتینو - آندری وایدا ۵ نامزدی - تئو آنگلوپولوس - میکل‌آنجلو آنتونیونی - کلینت ایستوود - شوهی ایمامورا - چن کایگه - عباس کیارستمی - هیروکازو کورئیدا - امیر کوستوریتسا - مایک لی - آلف خوباریا | ۴ نامزدی - لیندسی اندرسن - ژاک اودیار - اینگمار برگمان - لوئیس گارسیا برلانگا - ماتئو گارونه - جیمز گری (کارگردان فیلم) - آکی کائوریسماکی - جوزف لوزی - دیوید لینچ - دلبرت من - ناگیسا اوشیما - ساتیاجیت رای - دینو ریسی - فرانچسکو رزی - فولکر اشلوندورف - مارتین اسکورسیزی - استیون سودربرگ - گاس ون سنت - وونگ کار وای - اصغر فرهادی ۳ نامزدی - ویلیام وایلر - جین کمپیون - آنری-ژرژ کلوزو - فرانسیس فورد کوپولا - کوستا گاوراس - زاویه دولان - عاموس گیتای - روی گوئرا - آلفرد هیچکاک - کن ایچیکاوا - تینوسوکه کینوگاسا - ماساکی کوبایاشی - دیوید لین - پاول لونگین - ترنس مالیک - نیکیتا میخالکوف - کریستین مونجیو - ارمانو اولمی - الیو پتری - رومن پولانسکی - مارتین ریت - ایلیا سلیمان - کوئنتین تارانتینو - برادران تاویانی |

## نخل طلای افتخاری
این جایزه به کارگردان‌هایی اهدا می‌شود که آثار آن‌ها «تأثیر جهانی» داشته ولی هیچگاه جایزه نخل طلای کن، مهم‌ترین جایزه این جشنواره را نبرده‌اند.
| سال  | دریافت‌کننده                                                       | حرفه                                                              | ملیت دریافت‌کننده                                                  |
| ---- | ----------------------------------------------------------------- | ----------------------------------------------------------------- | ----------------------------------------------------------------- |
| ۲۰۰۲ | وودی آلن                                                          | کارگردان/بازیگر/فیلم‌نامه‌نویس                                      | ایالات متحدهٔ آمریکا                                               |
| ۲۰۰۸ | مانوئل دی الیویرا                                                 | کارگردان                                                          | پرتغال                                                            |
| ۲۰۰۹ | کلینت ایستوود                                                     | بازیگر/کارگردان                                                   | ایالات متحدهٔ آمریکا                                               |
| ۲۰۱۱ | برناردو برتولوچی                                                  | کارگردان                                                          | ایتالیا                                                           |
| ۲۰۱۵ | انیس واردا                                                        | کارگردان                                                          | فرانسه                                                            |
| ۲۰۱۶ | ژان‌پیر لئو                                                        | بازیگر                                                            | فرانسه                                                            |
| ۲۰۱۷ | جفری کاتزنبرگ                                                     | تهیه‌کننده                                                         | ایالات متحدهٔ آمریکا                                               |
| ۲۰۱۹ | آلن دلون                                                          | بازیگر                                                            | فرانسه                                                            |
| ۲۰۲۰ | در این سال به دلیل دنیاگیری کووید-۱۹، جشنواره فیلم کن برگزار نشد. | در این سال به دلیل دنیاگیری کووید-۱۹، جشنواره فیلم کن برگزار نشد. | در این سال به دلیل دنیاگیری کووید-۱۹، جشنواره فیلم کن برگزار نشد. |
| ۲۰۲۱ | جودی فاستر                                                        | بازیگر/فیلمساز                                                    | ایالات متحده آمریکا                                               |
| ۲۰۲۱ | مارکو بلوکیو                                                      | کارگردان/فیلم نامه نویس                                           | ایتالیا                                                           |
| ۲۰۲۲ | فارست ویتاکر                                                      | بازیگر                                                            | آمریکایی - آفریقایی                                               |
| ۲۰۲۲ | تام کروز                                                          | بازیگر                                                            | ایالات متحده آمریکا                                               |

در سال ۲۰۱۸، هیئت داوران جشنوارهٔ کن برای نخستین بار جایزهٔ نخل طلای ویژه را نیز اهدا کرد.
| سال  | فیلم       | عنوان اصلی       | کارگردان(ها) | ملیت کارگردان | منابع |
| ---- | ---------- | ---------------- | ------------ | ------------- | ----- |
| ۲۰۱۸ | کتاب تصویر | Le Livre d'image | ژان-لوک گدار | فرانسه، سوئیس | [ ۸ ] |